# Érimón
Érimón (anche Éremón, Héremón, Éireamhón), figlio di Míl Espáine, secondo le leggende irlandesi medievali e la tradizione storica, fu uno dei capitribù che prese parte all'invasione milesia dell'Irlanda, che strappò l'isola ai Túatha Dé Danann, e fu uno dei primi re supremi milesi d'Irlanda.

## Nella cronistoria
Prima di giungere nell'isola verde, lui e suo fratello Éber Donn avevano regnato insieme sulla penisola iberica. Il suo prozio, Íth, fece una spedizione pacifica in Irlanda, che aveva visto dalla cima della torre che era stata costruita da suo padre Breogán. Ma durante questa spedizione fu ucciso dai tre sovrani dei Tuatha Dé Danann, Mac Cuill, Mac Cecht e Mac Gréine. Per vendicarsi di ciò, i milesi invasero in forze l'isola sotto il comando di Érimon ed Éber Donn, sconfiggendo i Tuatha Dé Danann nella battaglia di Tailtiu. Éber Donn fu ucciso e il potere supremo fu diviso tra Érimón (parte meridionale) e il suo fratello più giovane, Éber Finn (parte settentrionale).
Érimon ebbe due mogli, Odba, madre di Muimne, Luigne e Laigne, che aveva lasciato in Spagna, e Tea, madre di Íriel Fáid, che aveva portato con sé in Irlanda, dove morì. Tea diede il suo nome alla collina di Tara, dove fu sepolta (vedi Lebor Gabála Érenn).
Un anno dopo la battaglia di Tailtiu, a Éber Finn non fu più sufficiente la sua metà di isola e per questo combatté contro il fratello a Airgetros, ma fu sconfitto e ucciso. Érimón divenne così sovrano di tutta l'Irlanda. Egli scelse dei re per le quattro province: il Leinster a Crimthann Sciathbél dei Fir Domnann, il Munster ai quattro figli di Eber Finn, Ér, Orba, Ferón e Fergna, il Connacht a Ún e Étan, figli di Uicce, e l'Ulster a Eber mac Ír. Fu durante il suo regno che i Cruithne si insediarono in Irlanda. Regnò per 40 anni, 50 o 70 anni e morì ad Airgetros. A lui successero i figli Muimne, Luigne e Laigne, che regnarono insieme. Goffredo Keating data il suo regno dal 1287 al 1272 a.C., mentre gli Annali dei Quattro Maestri dal 1700 al 1684 a.C.

## Etimologia
Il nome Eremon è ricollegato, nello studio linguistico, ad altri fonemi utilizzati da popolazioni di ceppo ariano per indicare la personificazione di divinità solari.